# Território organizado dos Estados Unidos
Na História dos Estados Unidos da América, um território organizado (organized territory) é um território para o qual o Congresso dos Estados Unidos da América tomou um Organic Act para determinar de modo formal um sistema de governo. Esses territórios podem ser incorporados ou não incorporados mas só os territórios não incorporados existem desde que o Território do Havaí foi admitido como Estado da União em 1959.

## Modo de governo
As disposições de um organic act incluem tipicamente o estabelecimento de um Bill of rights, uma declaração de direitos, para o território, bem como uma estrutura tripartida dos poderes. Um tal território nestas condições é dito "organizado". Historicamente um território organizado difere de um Estado dos EUA porque o organic act autoriza um governo autónomo limitado, o território não tem ma constituição e a autoridade suprema sobre o território não é detida pelo governo territorial mas pelo Congresso dos Estados Unidos da América. Saliente-se que os territórios organizados de hoje têm uma constituição, mas trata-se de uma constituição distinta das constituições de estados no sentido que não qualifica um território a tornar-se estado da União.

## Territórios organizados incorporados
O primeiro território organizado dos Estados Unidos foi o Território do Noroeste, organizado em 1787 através da Northwest Ordinance, que foi o protótipo para os futuros organic acts. Nos 150 anos seguintes, 29 outros territórios foram organizados em várias ocasiões. Historicamente, a organização de um território pela adopção de um organic act é tipicamente o prelúdio para a passagem ao estatuto Estado dos EUA. Todos estes foram territórios incorporados, o que significa que formam plenamente parte dos Estados Unidos, embora esta distinção não tenha surgido senão depois dos primeiros territórios não incorporados terem sido incorporados após a guerra hispano-americana em 1898.

### Lista dos territórios organizados incorporados
- Território do Noroeste (1789–1803), depois Estado do Ohio
- Território meridional do Ohio (1790–1796), depois Estado do Tennessee
- Território do Mississippi (1798–1817)
- Território de Indiana (1800–1816)
- Território de Orleans (1804–1812), depois Estado da Luisiana
- Território do Michigan (1805–1837)
- Território da Luisiana (1805–1812), depois chamado Território do Missouri (1812–1821)
- Território do Illinois (1809–1818)
- Território do Alabama (1817–1819)
- Território do Arkansas (1819–1836)
- Território da Florida (1822–1845)
- Território do Wisconsin (1836–1848)
- Território do Iowa (1838–1846)
- Território do Oregon (1848–1859)
- Território do Minnesota (1849–1858)
- Território do Novo México (1850–1912)
- Território do Utah (1850–1896)
- Território de Washington (1853–1889)
- Território do Kansas (1854–1861)
- Território do Nebraska (1854–1867)
- Território do Colorado (1861–1876)
- Território de Nevada (1861–1864)
- Território de Dakota (1861–1889) depois dividido em Dakota do Norte e Dakota do Sul
- Território de Arizona (1863–1912)
- Território de Idaho (1863–1890)
- Território de Montana (1864–1889)
- Território de Wyoming (1868–1890)
- Território do Oklahoma (1890–1907)
- Território do Havaí (1898–1959)
- Território do Alasca (1912–1959)

## Territórios organizados não incorporados
No léxico político referente às zonas insulares políticas dos Estados Unidos, uma  Commonwealth é tida como um caso específico de território organizado. Actualmente, há dois — Porto Rico e as  Ilhas Marianas do Norte — mas têm ambos o estatuto de Território não incorporado dos Estados Unidos.
Guam e as Ilhas Virgens Americanas são territórios organizados, mas não são nem incorporados nem considerados como "Commonwealth". Por outro lado, a Samoa Americana é formalmente um território não organizado, embora se autogoverne sob uma constituição de 1967.